# Jon M. Chu

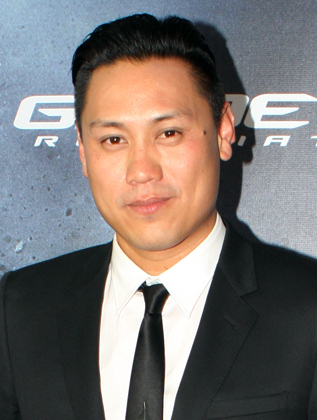
Jon M. Chu (März 2013)

Jonathan „Jon“ Murray Chu (* 2. November 1979 in Palo Alto, Kalifornien) ist ein US-amerikanischer Regisseur, Drehbuchautor sowie Filmproduzent.

## Leben und Karriere
Jonathan „Jon“ Chu ist Absolvent der University of Southern California. Sein Debüt als Regisseur, Drehbuchautor sowie Produzent gab er 2001 mit dem Kurzfilm Silent Beats. Sein erster Langspielfilm war Step Up to the Streets aus dem Jahr 2008. Er inszenierte auch die zwei Jahre darauf folgende Fortsetzung Step Up 3D. Am vierten Teil der Step-Up-Reihe Step Up: Miami Heat (2012) war Chu als Ausführender Produzent beteiligt.
In den Jahren 2010 bis 2011 war er in verschiedenen Funktionen bei der Serie LXD – Legion der außergewöhnlichen Tänzer tätig. Zudem betreute er als Ausführender Produzent mehrere andere Fernsehprojekte, darunter The Arena und S2dio City.
Im August 2013 wurde bekannt, dass Chu vom Filmstudio Paramount Pictures in Betracht gezogen wird, beim 13. Star-Trek-Kinofilm, der zum 50-jährigen Jubiläum des Franchises 2016 erscheinen soll, Regie zu führen. Letztlich wurde der Film aber von Justin Lin inszeniert und Chu war an anderen Filmprojekten beteiligt: 2015 erschien Jem and the Holograms und 2016 Die Unfassbaren 2, die Fortsetzung zu Die Unfassbaren – Now You See Me.
2018 wurde die von ihm inszenierte Romanverfilmung Crazy Rich (Crazy Rich Asians) veröffentlicht, die gemessen an den Produktionskosten in Höhe von 26,5 Millionen US-Dollar, ein finanzieller Erfolg wurde und weltweit rund 238 Millionen US-Dollar einspielte.
Chu drehte ab 2022 Wicked und Wicked: Teil 2, die Filmadaption des Musicals Wicked – Die Hexen von Oz. Der erste Teil feierte seine Weltpremiere am 3. November 2024 im State Theatre im australischen Sydney. Die Veröffentlichung des zweiten Teils ist für 2025 geplant.
Chu ist seit dem Jahr 2018 mit Kristin Hodge verheiratet. Das Paar hat drei Töchter und zwei Söhne.

## Filmografie (Auswahl)
als Regisseur
- 2008: Step Up to the Streets (Step Up 2 the Streets)
- 2010: Step Up 3D
- 2010: LXD – Legion der außergewöhnlichen Tänzer (The LXD: The Legion of Extraordinary Dancers, Fernsehserie)
- 2011: Justin Bieber: Never Say Never
- 2013: G.I. Joe – Die Abrechnung (G.I. Joe: Retaliation)
- 2013: Justin Bieber’s Believe
- 2015: Jem and the Holograms
- 2016: Die Unfassbaren 2 (Now You See Me 2)
- 2018: Crazy Rich (Crazy Rich Asians)
- 2021: In the Heights
- 2024: Wicked

## Auszeichnungen
- 2011: Princess Grace Statue Award[4]
- 2018: International Film Festival & Awards Macao – Asian Blockbuster Award für Crazy Rich[5]